# 198993 Epoigny
198993 Epoigny este o planetă minoră (asteroid) din centura de asteroizi. A fost descoperită pe 20 noiembrie 2005 la Nogales de Jean-Claude Merlin⁠(d). 
Obiectul prezintă o orbită caracterizată de o semiaxă mare de 2,2241620075632 UAi, o excentricitate de 0,08, o înclinație de 5,1 ° în raport cu ecliptica.